# شاومي تي في
تلفاز شاومي بوكس وشاومي تي في ستيك (معروف سابقًا باسم مي بوكس ومي تي في ستيك) هما اجهزة تلفاز ذكي وعصا تدفق للتلفزيون. ومن خلال الصفقات المبرمة مع موفري المحتوى، يقدم جهاز التلفزيون الذكي أفلامًا وبرامج تلفزيونية بدون الحاجة لحساب مستخدم أو اشتراك. يمكن جهاز شاومي أيضًا الوصول إلى المحتوى عبر منفذ usb، نظرًا لقيود ترخيص المحتوى، كان الجهاز متاحًا فقط في الصين، وفي أكتوبر 2016 أصدرت شاومي الجهاز في جميع أنحاء العالم.

## مواصفات
|                       | شاومي بوكس اس (Mi Box S)          | شاومي تي في ستيك (Mi TV Stick) |
| --------------------- | --------------------------------- | ------------------------------ |
| مصدر طاقة             | مُحول تيار مُتردد                   | عن طريق مدخل micro-USB         |
| الدقة                 | 4K                                | 1080 بكسل                      |
| عدد المنافذ           | منفذ USB منفذ 3.5 ملم لنظام الصوت | لا يحتوي على اي منفذ           |
| المعالج               | 2.0 جيجاهرتز                      | 1.2 جيجاهرتز                   |
| ذاكرة الوصول العشوائي | 2 غيغابايت                        | 1 غيغابايت                     |

## انظر ايضا
- ابل تي في